# あるいは裏切りという名の犬
『あるいは裏切りという名の犬』（あるいはうらぎりというなのいぬ、36 Quai des Orfèvres）は、2004年のフランスの刑事映画。1980年代に起きた実話を基にしている。原題は「オルフェーヴル河岸36番地」の意味で、パリ司法宮の南側に間借りしていた旧パリ司法警察局の所在地である。監督は元警察官のオリヴィエ・マルシャル。2005年のセザール賞で8部門ノミネートされた。
日本では2006年のフランス映画祭で初上映された際に当初『パリ警視庁/オルフェーブル河岸36』の仮題が付けられていた。

## ストーリー
パリ警視庁BRI（捜査介入部; 探索出動班とも）主任警視のヴリンクスは、BRB（強盗鎮圧班）主任警視のクランと共に次期パリ警視庁長官と目されていたが、その性格は全く異なっていた。BRIチームは仲間の送別会の色紙代わりに「オルフェーヴル河岸36番地」の看板を剥がしてくるような荒くれ者の集まりだが、ヴリンクスの下、厚い信頼で結ばれていた。一方のBRBはクランの強い統制下にあり、両者は水面下で激しく対立していた。ヴリンクスとクランはかつては親友の仲だったが、警官の仕事だけが生き甲斐のクランは、出世レースでヴリンクスに敗れることを恐れ、余裕を無くしていた。
折しも重火器を用いて現金輸送車を襲撃する連続強盗事件が発生。被害総額200万ユーロ、死者9名にのぼる凶悪事件に、マンシーニ長官はBRI、BRB両者に檄を飛ばす。マンシーニはヴリンクスを別室に呼び、近々自分が昇進する予定であること、犯人グループを検挙した者を後任として推すつもりであること、できればヴリンクスを後任にしたいと考えていることを告げる。
情報屋のシリアンは、自分を密告して刑務所に送った同業者ゼルビブに復讐するために、わざとヴリンクスの目の前でゼルビブを射殺した。連続強盗犯に関する貴重な情報と引き換えにシリアンのアリバイになれと持ち掛けられ、承諾するヴリンクス。クランは長官に自分の指揮で犯人グループを検挙したいと訴えるが、ヴリンクスの援護に回されてしまう。犯人グループの次の目標を知ったBRIチームは現行犯で捕らえようとするが、功を焦ったクランが暴走したことが原因で犯人グループと銃撃戦になり、ヴリンクスの相棒エディが射殺された。
BRIや警官たちから嫌悪されるクラン。内務調査が始まり、ヴリンクスもクランに不利な証言をする予定だった。そんな時に、ゼルビブ殺害現場にヴリンクスがいたという情報を掴むクラン。ヴリンクスは逮捕され、クランの内務調査は無罪で終了した。ヴリンクス逮捕に責任を感じ、彼の妻カミーユの力になろうと接触するシリアン。その情報を得たクランは、カミーユとシリアンの乗った車を無理に追跡し、横転させて二人を死なせてしまった。
7年の刑期を終えて出所するヴリンクス。妻の死について事件を調べ直したヴリンクスは、一般人であるカミーユの死をシリアンの犯行に見せ掛けるために、事故後にクランがカミーユを撃った事実を掴んだ。パリ警視庁長官に出世しているクランを追い詰め、銃を向けるヴリンクス。だが、カミーユは車内で既に死亡していたと話すクラン。それを信じて立ち去るヴリンクス。ヴリンクスを追って外へ飛び出したクランは、ギャングに撃たれて死亡した。そのギャングは7年前にヴリンクスら荒くれチームが半殺しにした男だったが、クランを憎む元刑事から、クランこそがリーダーだったと聞かされ、復讐を果たしたのだ。
ヴリンクスは、美しく成長した一人娘ローラを伴い、何処へともなく旅立って行った。

## キャスト
※括弧内は日本語吹替
- レオ・ヴリンクス - ダニエル・オートゥイユ（菅生隆之）
- ドニ・クラン - ジェラール・ドパルデュー（銀河万丈）
- ロベール・マンシーニ - アンドレ・デュソリエ（小川真司）
- カミーユ・ヴリンクス - ヴァレリア・ゴリノ（山像かおり）
- ユゴー・シリアン - ロシュディ・ゼム（咲野俊介）
- エディ・ヴァランス - ダニエル・デュヴァル（金尾哲夫）
- ティティ・ブラッスール - フランシス・ルノー（加瀬康之）
- エヴ・ヴェラゲン - カトリーヌ・マルシャル
- グロリュック - ギ・ルクリュイーズ
- フランシス・オルン - アラン・フィグラルツ
- ジェネール - ヴァンサン・モスカート（フランス語版）
- エレーヌ・クラン - アンヌ・コンシニ
- スマオ - ステファヌ・メッツジェール（フランス語版）
- ローラ・ヴリンクス（11歳） - ソレーヌ・ビアシュ
- ローラ・ヴリンクス（17歳） - オーロル・オートゥイユ
- ヴィクトル・ドラガン - ジョー・プレスティア
- クリスト - オリヴィエ・マルシャル（西村知道）
- マヌー・ベルリネール - ミレーヌ・ドモンジョ
- ロルフ・ウィンターシュタイン - エリック・デフォッス（フランス語版）
- ブリュノ・ウィンターシュタイン - イヴァン・フラネク

## リメイク
『1900年』で共演して以来のドパルデューの友人であるロバート・デ・ニーロが気に入り、彼のトライベッカ・プロがリメイクを決定した。『ネバーランド』『チョコレート』のマーク・フォースターが監督し、主演はデ・ニーロとジョージ・クルーニーが務める予定である。
韓国で2019年に『ビースト』としてリメイクされている。

## 関連作品
- やがて復讐という名の雨
- いずれ絶望という名の闇